# 吉島祥之
吉島 祥之（よしじま よしゆき、1984年8月22日 - ）は、愛知県出身の競艇選手。
登録番号4215。身長171cm。血液型O型。91期。同期に川上剛、長嶋万記、のちに結婚する三浦永理らがいる。

## 来歴
- やまと競艇学校時代、リーグ戦勝率5.85（準優出5、優出1、優勝1）の成績を残した。
- 2002年11月13日、蒲郡競艇場でデビュー（4着）。
- 2002年11月26日、常滑競艇場での｢ソニージャンボトロンカップ争奪 第10回若鯱大賞｣で初勝利。
- 2004年9月23日、宮島競艇場での新鋭リーグで初優勝。
- 2005年1月25日、宮島競艇場での新鋭王座決定戦競走にG1初出場。1月29日、G1初勝利。
- 2016年8月22日、三浦永理と自身の誕生日に婚姻届を提出し結婚した[1]。
- 2024年10月17日、ボートレース浜名湖での「日本財団会長杯」最終日8Rで1着となり、5160走目で通算1000勝を達成した[2]。